# Dúbravka (okres Michalovce)
Dúbravka (Hongaars: Dobróka) is een Slowaakse gemeente in de regio Košice, en maakt deel uit van het district Michalovce.
Dúbravka telt 683 inwoners.